# بياته إريكسن
بياته إريكسن (بالنرويجية:Beate Eriksen) (مولودة في 19 أكتوبر 1960) هي ممثلة ومخرجة نرويجية.

## وصلات خارجية
- بياته إريكسن على موقع IMDb (الإنجليزية)
- بياته إريكسن على موقع ألو سيني (الفرنسية)
- بياته إريكسن على موقع قاعدة بيانات الأفلام السويدية (السويدية)
- بياته إريكسن على موقع قاعدة بيانات الفيلم (الإنجليزية)
- بياته إريكسن على موقع كينوبويسك (الروسية)